# 정동성
정동성(鄭東星, 1939년 7월 8일~1999년 8월 5일)은 대한민국의 정치인이다. 제10·11·12대 국회의원을 지냈다. 종교는 천주교이며, 세례명은 프란치스코 사베리오이다.
1939년 7월 8일 경기도 여주군 능서면의 중산층 집안에서 출생. 능서초등학교를 졸업하고 서울로 이주하여 가톨릭계 학교인 동성중학교, 동성고등학교를 졸업. 1962년 경희대학교 체육학과를 졸업하였다.
소규모자본 중소기업인 서울제강 공동설립자인 김인성의 딸과 결혼하였다. 이후 민주공화당에 입당하였다. 박정희 독재정권의 유신을 지지하는 45인에 포함되었다. 1978년 제10대 국회의원 선거에서 여주군에 출마하여 친야 무소속 오세응과 동반 당선되었다.

## 학력
- 능서초등학교 졸업
- 동성중학교 졸업
- 동성고등학교 졸업
- 경희대학교 체육학과ㆍ정치과 졸업ㆍ대학원 졸업
- 아리조나 주립 대학교 대학원 수료(정치학석사)

## 경력
- 민주공화당경기도4지구당위원장
- 민정당총재비서실장
- 경기도당위원장
- 국회교통체신위원장ㆍ상공위원장ㆍ내무위원장
- 체육부장관
- 여주전문대학 학장

## 역대 선거 결과
|  | 30.60% |

|  | 38.14% |

|  | 46.40% |

|  | 45.60% |

|  | 44.69% |

|  | 40.32% |